# 58 Aquarii
58 Aquarii è una stella gigante bianca di magnitudine 6,39 situata nella costellazione dell'Aquario. Dista 233 anni luce dal sistema solare.

## Osservazione
Si tratta di una stella situata nell'emisfero celeste australe, ma molto in prossimità dell'equatore celeste; ciò comporta che possa essere osservata da tutte le regioni abitate della Terra senza alcuna difficoltà e che sia invisibile soltanto molto oltre il circolo polare artico. Nell'emisfero sud invece appare circumpolare solo nelle aree più interne del continente antartico. Essendo di magnitudine pari a 6,4, non è osservabile ad occhio nudo; per poterla scorgere è sufficiente comunque anche un binocolo di piccole dimensioni, a patto di avere a disposizione un cielo buio.
Il periodo migliore per la sua osservazione nel cielo serale ricade nei mesi compresi fra fine agosto e dicembre; da entrambi gli emisferi il periodo di visibilità rimane indicativamente lo stesso, grazie alla posizione della stella non lontana dall'equatore celeste.

## Caratteristiche fisiche
La stella è una gigante bianca, talvolta classificata anche di sequenza principale di classe A9-F0, e pare anche una stella binaria, con una compagna non ben conosciuta che le ruota attorno in 2,27 anni. Possiede una magnitudine assoluta di 2,2 e la sua velocità radiale positiva indica che la stella si sta allontanando dal sistema solare.